# Yannis Tseklenis
Yannis Tseklenis (en griego: Γιάννης Τσεκλένης; Atenas, 6 de noviembre de 1937-29 de enero de 2020) fue un diseñador de moda griego.

## Biografía
Su padre era de ascendencia peloponesiana, y su madre fue griega de Estambul. Trabajó en el sector comercio textil y en la publicidad. En 1961 creó la agencia de publicidad Spectra.
Εn 1962 participó en la decoración del enlace matrimonial entre Juan Carlos I de España y Sofía de Grecia. Dos años después hizo lo mismo para el matrimonio entre Ana María de Dinamarca con el rey Constantino II de Grecia. En 1967 fundó la sociedad boutiques Tseklenis.
En 1970 diseñó los trajes de los guías turísticos griegos que participaron en la exposición del Museo de Atenas del Museo del Louvre en el pabellón griego en Osaka (Japón); Al año siguiente fue elegido por Aristóteles Onassis para diseñar los uniformes de las azafatas de Olympic Airlines.
Posteriormente, Tseklenis fue presidente de las compañías griegas Minion y Peiraiki-Patraiki (1987-1989).
Tseklénis exhibió sus colecciones de moda en Estados Unidos, Reino Unido, Francia, Líbano, Chipre, etc., mientras que sus creaciones se han vendido en más de veinte países. Más tarde, trabajó entre otros, con las compañías Minion y Fiat (para el interior del Fiat 126).
Desde 1991, participó principalmente en proyectos de desarrollo interior y exterior, incluidos hoteles, residencias de lujo y vehículos de transporte público. Además, donó todas las creaciones que todavía tenía en su poder (seiscientas prendas de vestir para el período 1968-1991, fotografías, modelos, dibujos, modelos, etc.) a la Fundación Etnográfica del Peloponeso.
Fue diagnosticado de un melanoma a los setenta y cinco años, del que fue tratado, al año siguiente fue sometido a cirugía de hombro a consecuencia de otro tumor. Falleció a los ochenta y dos años el 29 de enero de 2020 a consecuencia de un melanoma. La noticia del óbito fue emitida por la Fundación del Folclore del Peloponeso a quien Tseklenis habría donado todas sus colecciones.

## Premios y reconocimientos
- Por sus acciones, recibió la Cruz de Plata de la Orden del Fénix.[4]
- Medalla de oro del Instituto de moda griego.[7]
- Premio Marketing de la Academia Diolkos.[7]

## Galería

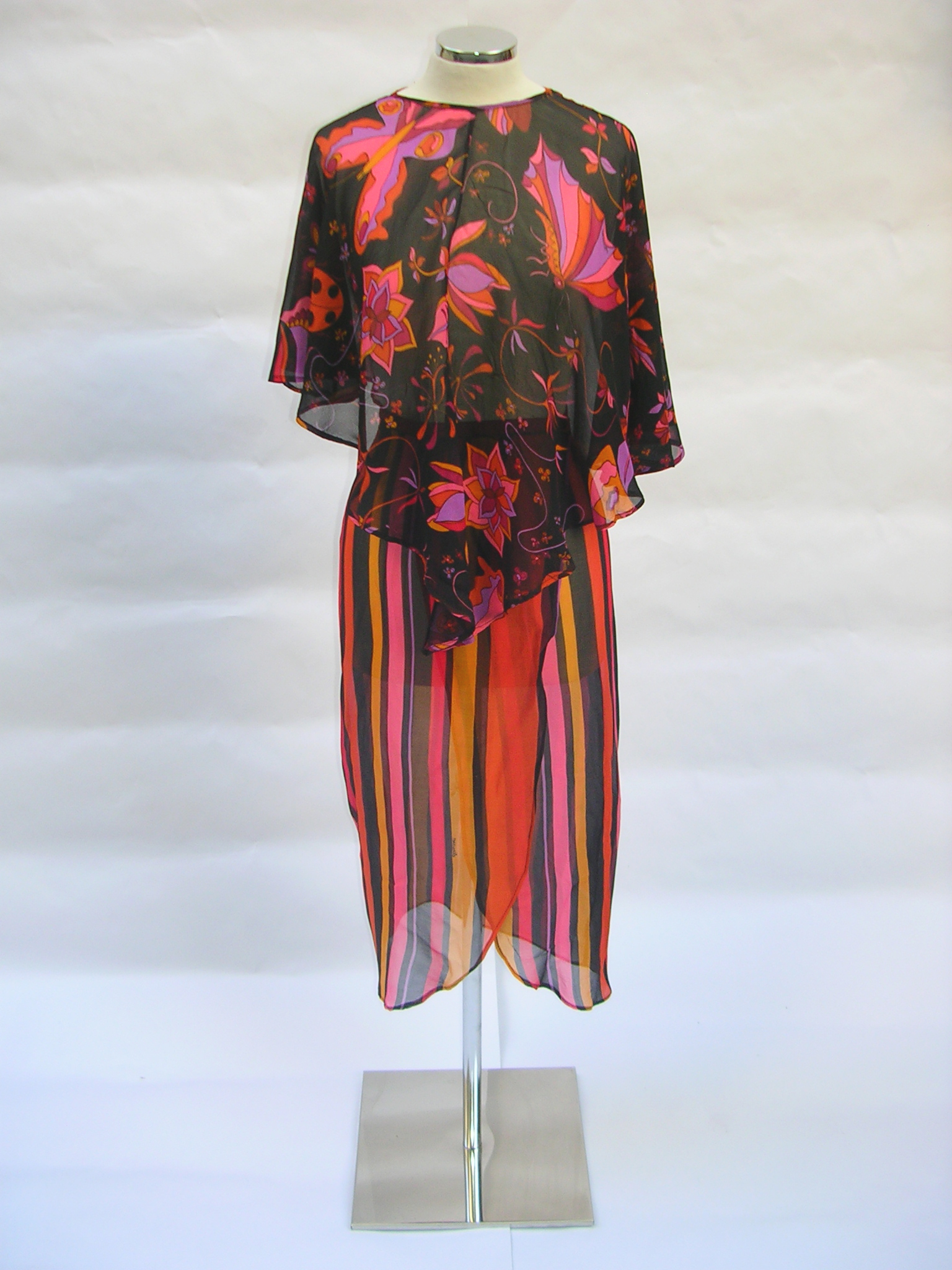
Vestido Insects por Tseklenis (1972, Museo Fundación del Folclore del Peloponeso, Nauplia)
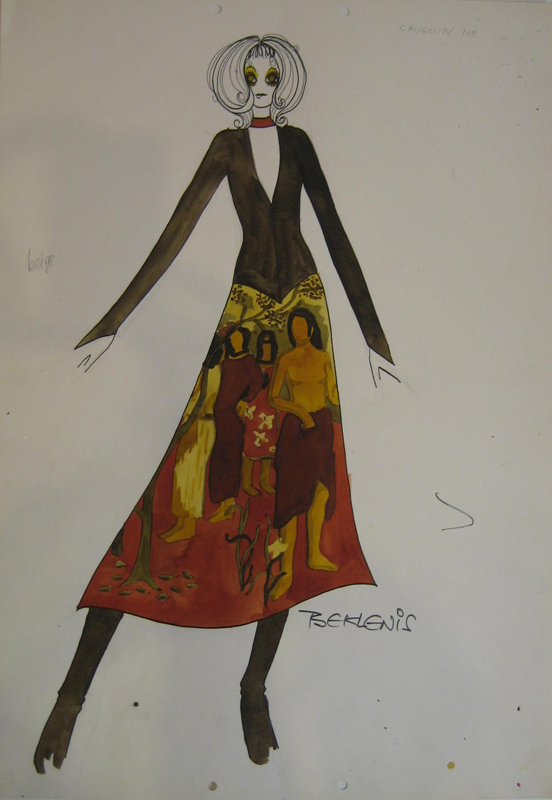
Dibujo por Tseklenis (1972, MFFP)
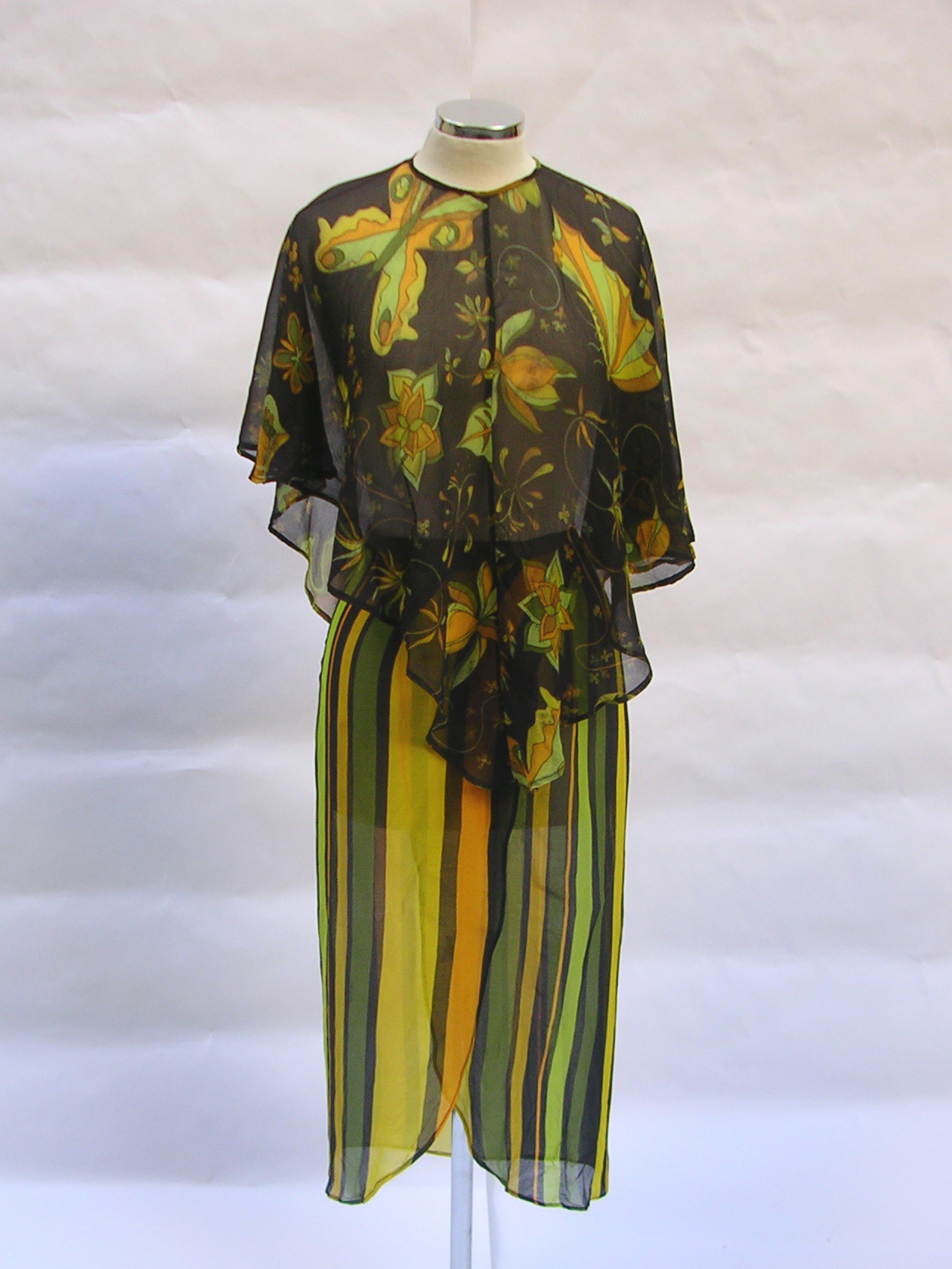
Vestido de seda por Tseklenis (1972, MFFP)